# Grau Newton
L'Escala de Newton és una escala de temperatura definida per Isaac Newton pels volts del 1700. Va elaborar una primera escala de temperatura qualitativa, que comprenia fins a 20 punts de referència que s'estenien des de "l'aire fred a l'hivern" fins a "el carbó que crema al foc de la cuina". Aquesta aproximació era bastant tosca i problemàtica, de manera que Newton aviat va quedar insatisfet amb ella. Sabia que la majoria de substàncies quan s'escalfen, s'expandeixen, de manera que va agafar un recipient amb oli de llinosa i va mesurar el canvi de volum del líquid en els punts de referència que havia agafat anteriorment. Va determinar que el volum de l'oli de llinosa augmentarva un 7,25% quan l'escalfava des de la temperatura de fusió del gel fins a la d'ebullició de l'aigua.
Després va definir els zero graus de la seva escala al punt de fusió del gel i els 33 graus, al punt d'ebullició de l'aigua. La seva escala va ser una precursora de l'escala Celsius, ja que aquesta última també utilitzava els mateixos punts de referència. De fet, és probable que Celsius tingués constància de l'existència de l'escala de Newton quan va inventar la seva.
La unitat de la seva escala era el grau Newton, que és igual a {\displaystyle {\frac {100}{33}}} d'un kelvin o d'un grau Celsius i té el zero al mateix punt que l'escala Celsius.